# Persona 5 Strikers
Persona 5 Strikers, известна в Японии как Persona 5 Scramble: The Phantom Strikers (яп. ペルソナ５スクランブル　ザ・ファントムストライカーズ, Пэрусона 5 Сукаранбуру дза Фантому Сутораика: дзу) — ролевая игра, разработанная Omega Force и P-Studio и изданная Atlus. Игра представляет собой кроссовер между франшизой Dynasty Warriors от Koei Tecmo и ролевой игрой от Atlus 2016 Persona 5, действие которой происходит через 4 месяца после концовки Persona 5 и Persona 5 royal. Игра рассказывает о 17-летнем протагонисте под кодовым именем Джокер и Призрачных Похитителях Сердец, которые расследуют загадочные события с участием разных людей из разных уголков Японии. Игра была выпущена в Японии для Nintendo Switch и PlayStation 4 в феврале 2020 года, а всемирный релиз для этих консолей, а также Microsoft Windows, состоялся ровно год спустя.

## Геймплей
Persona 5 Strikers — прямое продолжение Persona 5 в игровом стиле Dynasty Warriors. Игра включает элементы обеих франшиз, такие как боевые действия в реальном времени в первой и пошаговые сражения с личностью во второй. Сумирэ и Горо заменяют два новых героя: ИИ с амнезией София и полицейский инспектор Дзэнкити.
Джокер, главный герой игры, может использовать несколько персон, так как обладает «Дикой Картой», которые можно получить случайным образом или побеждая мини-боссов в подземельях. Затем персон можно принести в Бархатную Комнату, где их можно усилить или скрещивать чтобы получить новую персону сильнее. Система Социальных Связей в Persona 5 Strikers, а также доверенные Джокера отсутствуют. На его место приходят запросы, разновидность побочных квестов, и система BOND, где повышение уровня может давать игрокам бонусы, такие как повышение характеристик. Уровни BOND можно повышать, взаимодействуя с членами группы, побеждая в боях и развивая сюжет на протяжении всей игры.
Игроки могут сформировать активную группу из максимум четырёх членов, однако Джокер является единственным персонажем, которого нельзя убрать в качестве активного члена группы, также нельзя убрать из партии Футабу Сакуру, которая выступает в роли навигатора. Вне боя активных членов группы можно менять. Игроки могут управлять только Джокером в реальном мире, но могут свободно контролировать любого члена группы (кроме Футабы), исследуя сюжетные подземелья. Изучение подземелий похоже на Persona 5, где игроки могут использовать скрытность, чтобы избежать врагов, или могут иногда сталкиваться с необходимостью решать головоломки для продвижения. Способность «Третий глаз» также вернулась из Persona 5, где он подчеркивает силу врагов и интерактивные объекты. Если индикатор тревоги подземелья достигнет 100 %, Похитители будут вынуждены покинуть подземелье. Уровень предупреждения можно понизить, выиграв битвы, которые начинаются с внезапной атаки, или покинув подземелье. В отличие от предыдущих частей серии Persona, выход из подземелья не увеличивает время, и, как правило, нет никаких недостатков в выходе из сюжетных подземелий.
Сражения в основном начинаются, когда персонаж игрока вступает в контакт с противником, где он может начать внезапную атаку, чтобы получить боевое преимущество, если противник их не заметил. Сражения также теперь имеют форму боевой системы в реальном времени. Однако игроки будут использовать меню навыков на основе команд при использовании навыков Персоны. В течение времени, указанного в этом меню, битва будет приостановлена, чтобы позволить тактическое позиционирование навыков Персоны. Если группа наносит критический урон или наносит урон, к которому противник слаб, противник может быть сбит с ног для «Совместной атаки», которая нанесет большой урон. Все члены группы могут получить новые приемы, известные как Master Arts, управляя персонажами вручную и побеждая врагов. Если все активные члены группы выбиты в бою, игра окончена. У игрока в таком случае будет три возможности: начать бой заново, перенестись в предыдущий пропускной пункт или вернуться на начальный экран.

## Сюжет
Четыре месяца после событий Persona 5. Протагонист и Моргана возвращаются в Токио, чтобы навестить своих друзей и вместе провести летние каникулы в походе. Парень вновь поселяется на чердаке кафе своего бывшего опекуна Содзиро Сакуры. Для подготовки к кемпингу они используют популярное приложение под названием EMMA. Джокер и его друзья отправляются в район Сибуя за необходимыми предметами, где они проходят мимо восходящего кумира Алисы Хиираги, которая дает протагонисту карточку с просьбой ввести «Страну чудес» в приложение EMMA для особого мероприятия, которое она проводит. Однако после ввода ключевого слова он, Моргана и Рюдзи переносятся в альтернативную версию района Сибуя, называемую тюрьмой, где они сталкиваются с Искажённой Алисой, хозяйкой тюрьмы, или просто Монарх. Искажённая Алиса бросает парней в мусорный бак, где они встречают загадочного ИИ по имени София, который утверждает, что она друг человечества. София присоединяется к парням и помогает им сбежать с помощью своей персоны Пифоса. После того, как они сбегают со свалки, парни и София узнают, что EMMA позволяет им входить в тюрьмы так же, как они раньше входили во Дворцы через навигатор Метареальности. Вернувшись в реальный мир, София поселяется у протагониста в смартфоне, так как у неё нет физической формы. Кроме того, ходят слухи о том, что на людей напали Тени в тюрьмах, что заставляет их вести себя ненормально в реальном мире. Джокер и его друзья решают исправить ситуацию и снова становятся Призрачными Похитителями Сердец. София решает помочь Похитителям и становится одним из них под кодовым именем Софи.
После того, как Похитители побеждают Алису, к ним обращается полицейский по имени Дзэнкити Хасэгава, расследующий внезапные причудливые изменения в поведении людей по всей Японии, а главный подозреваемый — Призрачные Похитители. Дзэнкити вынуждает их заключить с ним сделку: он предоставит им информацию, необходимую для их ограблений, а взамен Похитители помогут ему в его расследовании, на которое они неохотно соглашаются. В сопровождении Дзэнкити Призрачные Похитители отправляются в Сендай и Саппоро, изменяя испорченные сердца тюремных монархов. Во время поездки они заключают сделку с профессором Куон Итиносэ, которая специализируется на искусственном интеллекте после того, как она подслушивает и узнает, что Джокер и его друзья — Призрачные Похитители. Кроме того, Дзэнкити просит Похитителей пойти на презентацию в Сендае и посмотреть, как глава глобальной IT-компании Madicce Акира Коноэ демонстрирует функции EMMA, слушая, не говорит ли он что-нибудь подозрительное или необычное перед собравшейся живой аудитории, что может служить намеком на то, что Коноэ может злоупотреблять приложением, чтобы манипулировать сердцами людей. Его поддерживает Дзюн Овада, коррумпированный политик и сторонник бывшего политика Масаёси Сидо. Дзюн был ответственен за смерть жены Дзэнкити Аои во время вождения в нетрезвом виде. Коноэ использует свое положение, чтобы свалить вину на Похитителей и отдать приказ об их аресте, считая их террористами за взлом EMMA.
Кроме того, Коноэ спрашивает ЕММА о том, как он мог бы поймать Похитителей. В ответ EMMA предлагает использовать человека, который близок с Похитителями и сделать его монархом. Целью, соответствующей критериям, оказывается дочь полицейского, Аканэ Хасэгава, поклонница Похитителей Сердец. В то же время Аканэ становится монархом тюрьмы Киото, когда она просит приложение помочь ей после ареста Дзэнкити за измену. Войдя в тюрьму Киото, узнав правду о полной ненависти Аканэ к полиции и её отцу из-за безвременной кончины её матери, Похитители оказываются захвачены её Тенью, однако Футаба осталась на свободе. Футаба возвращается в реальный мир просит помощи у Дзэнкити после того, как тот освобождается из-под стражи с помощью адвоката и старшей сестры Макото Саэ. Вдвоём они отправляются в тюрьму Киото чтобы спасти остальных Похитителей. После встречи с искаженной Аканэ, Дзэнкити пробуждает Персону Вальжана. С пробуждением своей Персоны Дзэнкити официально присоединяется к Призрачным Похитителям под кодовым именем Волк. После этого банда противостоит искаженным Похитителям и успешно спасает Аканэ. После изменения взглядов Аканэ Призрачные Похитители обращаются к Итиносэ за помощью, чтобы получить больше информации об EMMA и Maddice, что в конечном итоге позволяет им попасть в тюрьму Коноэ в Осаке. Похитители побеждают Коноэ, того берут под стражу и приложение успешно исчезает.
Однако EMMA внезапно перезапускается само по себе, вызывая массовое отключение электричества по всему Токио, и появляется новая тюрьма. Войдя в тюрьму, они встречают Итиносэ, которая оказывается истинным создателем ЕММА. Она рассказывает, что продала его Коноэ, чтобы она могла следить за монархами, созданными EMMA, выводить из строя его пользователей и определять истинное желание человечества. Она также признаётся в том, что создала Софию как прототип EMMA, но посчитала её неудачницей и отказалась от неё. Она приказывает Софии атаковать Призрачных Похитителей, но из-за сильной любви к друзьям София игнорирует команды своего создателя и пробуждает свою вторую Персону Пандору. Убедив Итиносэ отказаться от EMMA, они узнают, что истинная личность приложения — Бог Контроля Демиург, который считает, что самым большим желанием человечества является мир, свободный от преступлений и правонарушений. Он использует приложение EMMA, чтобы манипулировать сердцами людей, чтобы привести их в «Землю обетованную». С помощью Итиносэ Футаба взламывает центральный сервер EMMA, чтобы отправить визитную карточку последователям Демиурга, позволяя Похитителям противостоять ложному богу в его истинной физической форме и победить его.
Похитители побеждают бога, после чего приложение EMMA, наконец, закрыто навсегда, стирая тюрьмы с лица земли. После этого Овада арестован благодаря показаниям Коноэ, Дзэнкити возвращается в Киото, а София решает отправиться в путешествие вместе с Итиносэ. Завершив свою миссию, летние каникулы подошли к концу, Джокер и его друзья расходятся и обещают друг другу, что следующей зимой они снова встретятся.

## Критика
| Сводный рейтинг       | Сводный рейтинг                   |
| Агрегатор             | Оценка                            |
| --------------------- | --------------------------------- |
| Metacritic            | NS: 80/100 PC: 76/100 PS4: 84/100 |
| Иноязычные издания    |                                   |
| Издание               | Оценка                            |
| Destructoid           | 8,5/10                            |
| Edge                  | 6/10                              |
| Famitsu               | 36/40                             |
| Game Informer         | 8,5/10                            |
| GameSpot              | 8/10                              |
| IGN                   | 8/10                              |
| Nintendo Life         | 8/10                              |
| Nintendo World Report | 7,5/10                            |
| PC Gamer (US)         | 63/100                            |

Persona 5 Strikers получила в целом положительные отзывы со счётом 80/100 на агрегаторе Metacritic.